# Coelinius festus
Coelinius festus är en stekelart som beskrevs av Goureau 1851. Coelinius festus ingår i släktet Coelinius och familjen bracksteklar. Inga underarter finns listade i Catalogue of Life.